# Jirachi
Jirachi (Pokédex nummer 385) ( ジラーチ (Jirachi) in het Japans) is een kleine Pokémon met een hoofd in de vorm van een gele ster. Jirachi heeft een wit lichaam met twee gele slierten achter zich en heeft 3 ogen waarvan 1 gesloten op de buik. De drie papieren blaadjes op zijn hoofd verwijzen naar het Japanse feest Tanabata, letterlijk de "avond van de Zevende", jaarlijks gevierd tussen 7 juli en 7 augustus, afhankelijk van de streek.

## Films
- Pokémonfilm
- Pokémon 6: Jirachi, Droomtovenaar is op dvd verschenen op 14 september 2005. Ash maakt een avontuur mee met de Pokémon die eens in de duizend jaar ontwaakt voor zeven dagen, de Pokémon Jirachi
- Pokémon 10: De Opkomst van Darkrai: Er zit een moment in de film waarbij Jirachi even verschijnt.

## Ruilkaartenspel
Er bestaan zeven standaard Jirachi kaarten: drie met het type Metal, twee met het type Psychic en één met beide types als element. Buiten Japan bestaat er enkel nog een Psychic-type Jirachi ex-kaart. De volgende kaarten zijn enkel uitgebracht in Japan: een Metal-type PokéPark's Jirachi, een Metal-type _____'s Jirachi, een Psychic-type Forina's Jirachi, een Metal-type Jirachi ex en een Psychic-type Seven Nights Jirachi.

## Pokédex
- Nr: 385
- Wens Pokémon
- Type 1: staal
- Type 2: psychisch/paranormaal (psychic in het Engels)
- Hoogte: 30 centimeter
- gewicht: 1,1 kilo
- Pokémon Ruby: Een legende beweert dat Jirachi elke wens op de briefjes aan zijn hoofd kan laten uitkomen als hij wakker wordt. Bij gevaar vecht Jirachi zonder wakker te worden.
- Pokémon Sapphire: Jirachi zal uit zijn slaap van 1000 jaar komen als je ernaar zingt met een zuivere stem. Gezegd wordt dat het elke wens die een mens wil kan laten uitkomen.
- Pokémon Fire Red & Leaf Green: Het wordt gezegd dat het elke wens kan laten uitkomen. Het is alleen 7 dagen wakker uit 1000 jaar.
- Pokémon Emerald: Van Jirachi wordt gezegd dat hij wensen laat uitkomen. Terwijl hij slaapt omhuldt een harde kristallen schulp het lichaam om het te beschermen van vijanden.
- Pokémon Diamond & Pearl: Het wordt gezegd dat Jirachi de kracht heeft iedere wens voor een week te vervullen iedere 1000 jaar.
- Pokémon Platinum: Het wordt gezegd dat Jirachi de kracht heeft iedere wens voor een week te vervullen iedere 1000 jaar.
- Ei-groep: Onbroedbaar
- Man/vrouw: Geen toegewezen
- Abilities/vaardigheden: Serene Grace, promoot toegevoegde effecten
- Evolutie: Jirachi is legendarisch en zal daarom waarschijnlijk nooit evolueren.

## Verkrijgbaarheid in de spellen
Jirachi is niet standaard in de spellen te vangen.
- Bonusdisc van de Engelse Versie van Pokémon Colosseum of Pokémon Cannel voor de Nintendo GameCube van toentertijd voorafgaande bestelling.
- Pokémon Ruby -ruilen (via bonus disc of pokémon channel)
- Pokémon Sapphire -ruilen (via bonus disc of pokémon channel)
- Pokémon Emerald -ruilen
- Pokémon Fire Red Nintendo Evenement
- Pokémon Leaf Green Nintendo Evenement
- Pokémon Diamond & Pearl (PAL PARK)
- Pokémon Platinum (PAL PARK)
- Pokémon Pinball: Ruby & Sapphire Ruins Slot Machine
- Pokémon Heart Gold -ruilen
- Pokémon Soul Silver -ruilen
- Pokémon Mystery Dungeon Red Rescue Team -Mt.moonvieuw,wish cave 99f =berg maanzicht, wensgrot 99ste verdieping
- Pokémon Mystery Dungeon Blue Rescue Team -Mt.moonvieuw,wish cave 99f =berg maanzicht, wensgrot 99ste verdieping
- Pokémon Mystery Dungeon Explorers of Time Nadat de plek marine resorts bekend is gemaakt in 'Final Maze" B23F, 23ste ondergrondse verdieping
- Pokémon Mystery Dungeon Explorers of Darkness Nadat de plek marine resorts bekend is gemaakt in 'Final Maze" B23F, 23ste ondergrondse verdieping
- Pokémon Colosseum -ruilen
- Pokémon XD: Gale of Darkness -ruilen
- Pokémon Channel Nintendo GameCube gameboy=controller link kabel Game Boy Advance of Game Boy Advance SP Ruil tegen Jirachi (zondag, camp starlight) ??? vervangen door Jirachi bij de Engelse of Australische versie

Jirachi kan ook uit een Pokebal (Pokéball) verschijnen in het spel Super Smash Bros. Brawl voor de Wii. 
Bij een evenement kan het voorkomen dat alleen de winnaar van een wedstrijd de pokémon wint, of dat ze worden uitgedeeld.